# Alfred Gerngroß
Alfred „Max“ Gerngroß (* 4. Februar 1896 in Suhl; † 6. Oktober 1944 in Saalfeld) war ein gewerkschaftlich engagierter Widerstandskämpfer gegen den Nationalsozialismus und starb an den schweren Verletzungen im Gestapogefängnis.

## Leben
Geboren wurde er als sechstes Kind in der Familie des Händlers Andreas Gerngroß und seiner Frau Margarete Luise geborene König. Schon im Kindesalter musste er durch Hilfsarbeiten zur Existenzsicherung der Familie beitragen und wuchs dann auch in einer fremden Familie auf. Nach dem Besuch der Volksschule erlernte er den Beruf des Gewehrpolierers. In seiner Lehrzeit gehörte er zu den Begründern der sozialistischen Arbeiterjugend. Er wurde als Heeressoldat in den Ersten Weltkrieg eingezogen, erhielt für seinen Einsatz das Eiserne Kreuz zweiter Klasse und das Frontkämpferehrenkreuz. Er geriet in britische Kriegsgefangenschaft und arbeitete nach seiner Rückkehr 1919 bei der Firma C. G. Haenel als Mechaniker, später als Spezial- und Laufbohrer. Im Jahre 1927 wurde er Mitglied im Deutschen Metallarbeiter-Verband (DMV). Mit der KPD sympathisierte er, auch wenn er nicht Mitglied dieser Partei wurde. Seit 1933 gehörte er zu den Widerstandsgruppen bei Haenel sowie in der „Friedberg-Gruppe“. Zwischen 20 und 60 Personen gehörten zu seinem Widerstandskreis. Besonders durch Rüstungssabotage und Einflussnahme durch die „Arbeite-langsam-Bewegung“ wollten er und seine Kameraden seit 1939 dabei helfen, dass der Krieg schneller zu Ende ging, die Kriegsschuldigen bestraft würden und die Rüstungsfabrik Haenel enteignet werden sollte. Mit seinen Arbeitskollegen Max Jobst, Franz Bauer, Ewald und Otto Becher, Paul Will, Franz Günzler, Max Klein und Armin Siebelist besprachen sie die politische und militärische Lage. Seit 1941 versuchten sie auch die sowjetischen Zwangsarbeiter in die Widerstandsbewegung einzubeziehen. Auch zu anderen Suhler Betrieben wurden solidarische Kontakte in diesem Sinne aufgebaut: mit den Arbeitern der Gustloff-Werke sowie J. P. Sauer & Sohn. Sowjetische Arbeiter, die sich anschlossen, wurden als „Unruhestifter“ von der Betriebsleitung an die Gestapo verraten. Max lud sogar Russen an den Wochenenden zu sich nach Hause ein, wo sie über den Kriegsverlauf diskutierten. Am 3. September 1943 wurde Gerngroß vorläufig festgenommen und in das Landesgefängnis Ichtershausen eingeliefert. Erst am 21. März 1944 wurde der eigentliche Haftbefehl ausgestellt, und er und sieben seiner Kameraden wurden vor dem Volksgerichtshof Rudolstadt durch den Oberreichsanwalt Albert Weyersberg der Feindbegünstigung, des Hochverrats und der Wehrkraftzersetzung angeklagt. Am 6. Oktober 1944 starb er in Saalfeld an den schweren Verletzungen, die ihm in der Haft zugefügt wurden.
Seit 1925 war „Max“ Gerngroß mit Martha Marie verheiratet und wurde mit ihr Vater von zwei Söhnen.

## Erinnerung
- Ein Gedenkstein am Lupinenweg der Friedbergsiedlung von Suhl an sechs hingerichtete Antifaschisten erinnert auch an Alfred Gerngroß.[1]